# Qujiang (Shaoguan)

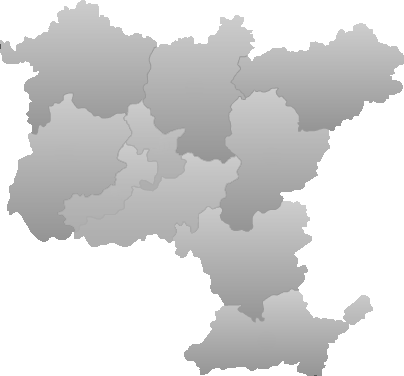
Lage des Stadtbezirks Qujiang im Gebiet der bezirksfreien Stadt Shaoguan

Qujiang (chinesisch 曲江区, Pinyin Qǔjiāng Qū) ist ein Stadtbezirk der bezirksfreien Stadt Shaoguan im Norden der chinesischen Provinz Guangdong. Er hat eine Fläche von 1620,77 km² und zählt 290.455 Einwohner (Stand: Zensus 2020).
Qujiang verfügt übernatürliche Vorkommen von Eisen, Molybdän, Antimon, Kupfer und Wolfram. Sein Territorium wird von der Peking-Guangzhou-Eisenbahn, der Autobahn Peking-Hongkong-Macau, der Autobahn Shaoguan-Jiangxi und der Nationalstraße 106 erschlossen.
Die in Qujiang gelegene Shixia-Stätte (Shixia yizhi, 石峡遗址) und der Nanhua-Tempel (Nanhua si, 南华寺) stehen auf der Liste der Denkmäler der Volksrepublik China. Weitere Attraktionen für Besucher sind die Maba-Stätte, der Nationalpark Xiaokeng und weitere Naturschutzgebiete und diverse heiße Quellen.
Im Juni 1958 wurde in einer Karsthöhle in der Großgemeinde Maba ein Schädelfragment eines altsteinzeitlichen Hominiden entdeckt. Dieser Fund (Maba 1), der auf ein Alter von mindestens 120.000 Jahren datiert wurde, gilt als bisher ältester Hominidenfund in der der Provinz Guangdong.

## Administrative Gliederung
Auf Gemeindeebene setzt sich der Stadtbezirk aus neun Großgemeinden zusammen. Diese sind:
- Großgemeinde Maba (马坝镇);
- Großgemeinde Datang (大塘镇);
- Großgemeinde Xiaokeng (小坑镇);
- Großgemeinde Shaxi (沙溪镇);
- Großgemeinde Wushi (乌石镇);
- Großgemeinde Zhangshi (樟市镇);
- Großgemeinde Fengwan (枫湾镇);
- Großgemeinde Baitu (白土镇);
- Großgemeinde Luokeng (罗坑镇).

Der Regierungssitz des Stadtbezirkes befindet sich in der Großgemeinde Baba.